# Emil Zeiß

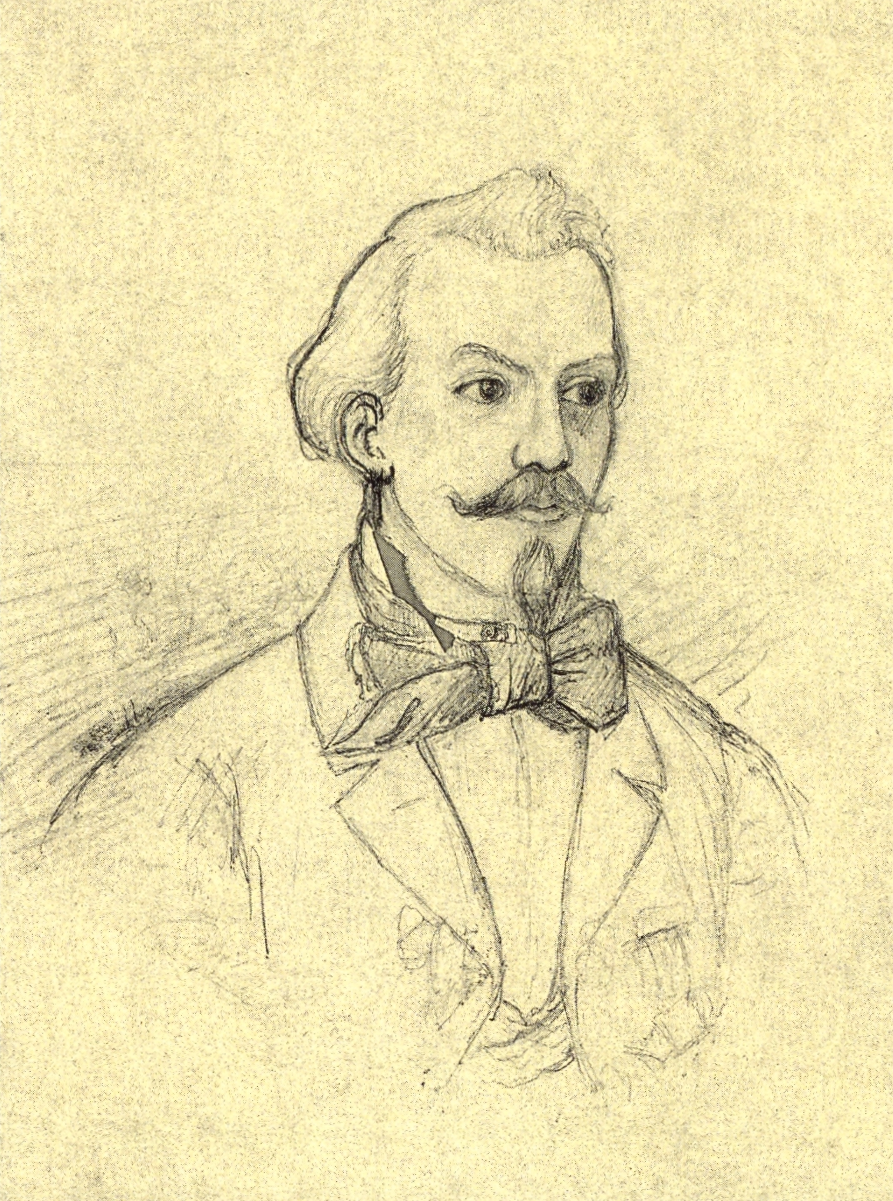
Selbstbildnis aus seiner Studienzeit

Emil Zeiß (* 2. Juli 1833 in Stapelage, heute ein Ortsteil von Hörste, einem Stadtteil von Lage; † 14. April 1910 in Schwalenberg) war ein deutscher evangelischer Pfarrer und Maler. Sein Gesamtwerk umfasst 33 Skizzenbücher und 1092 nachgewiesene Einzelarbeiten, die weitgehend von seinem Sohn dem Lippischen Landesmuseum vermacht worden sind.

## Leben

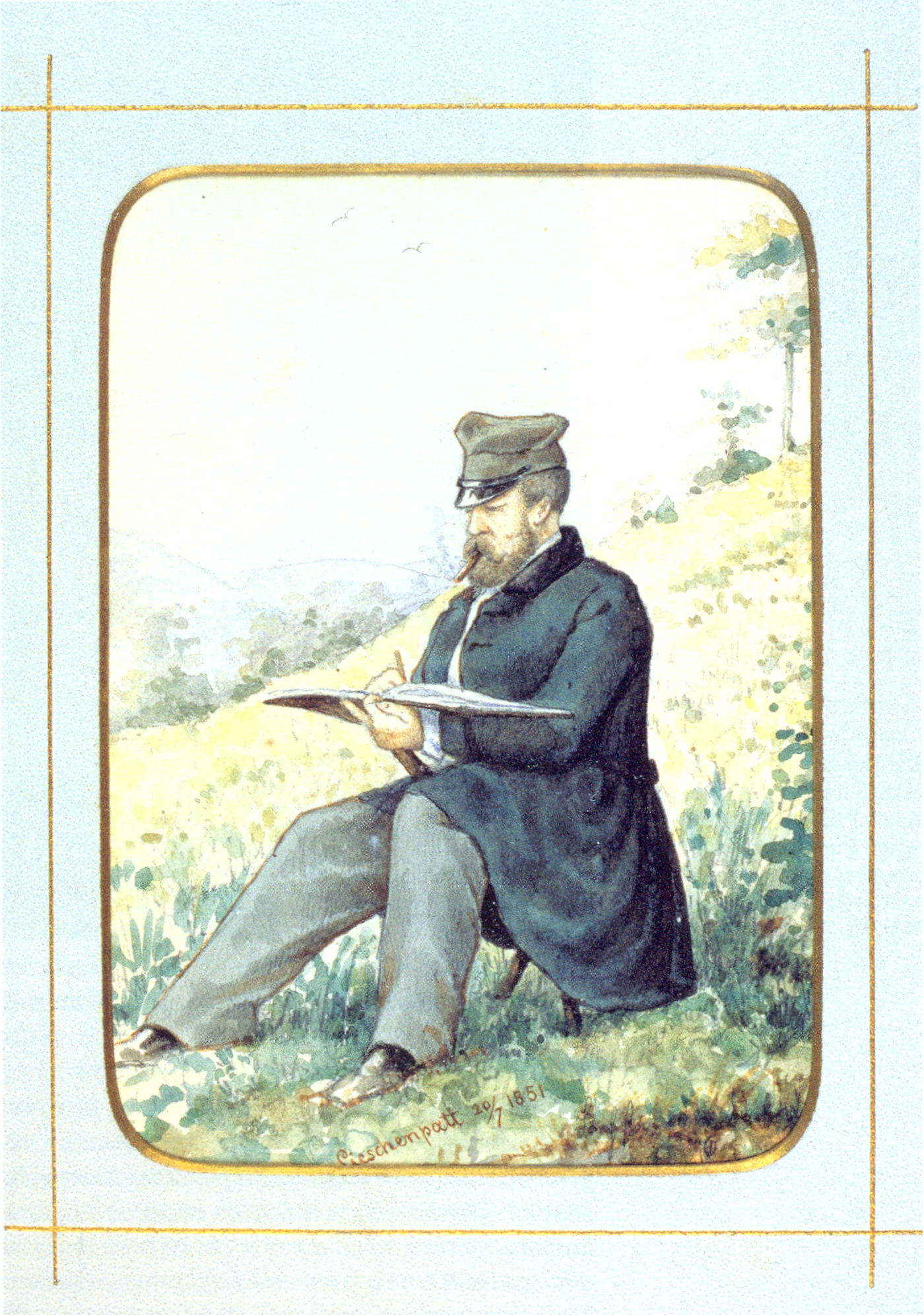
Selbstbildnis seines Zeichenlehrers Ludwig Menke (1822–1882)

Emil Zeiß wurde als ältestes von neun Kindern in der Pfarrersfamilie von Wilhelm Zeiß und Friederike Louise Zeiß, geb. Nagel, geboren. Schon in seiner Kindheit führte er Skizzenbücher, wie eines aus dem Jahr 1843 belegt. Er besuchte das Gymnasium Leopoldinum in Detmold und profitierte dort von dem Zeichenunterricht bei Ludwig Menke. Nach seinem Abitur im Jahr 1853 nahm er das Studium der evangelischen Theologie an der Philipps-Universität Marburg auf und folgte damit den Fußstapfen seines Großvaters und Vaters, die dort ebenfalls Theologie studiert hatten. Emil Zeiß war allerdings auf ein „Consistorialstipendium“ der lippischen Kirchenbehörde angewiesen, da sein Vater wegen seiner engen finanziellen Verhältnisse ihm nicht helfen konnte. In Marburg schätzte er die Vorlesungen zur Kirchengeschichte von Ernst Henke und fand in ihm auch einen Förderer seines Interesses an der christlichen Baukunst. Insbesondere beschäftigte er sich auch mit der Elisabethkirche in Marburg, wovon zwei Zeichnungen erhalten sind.
1855 beendete er sein Studium in Marburg, verbrachte den Sommer als Hauslehrer auf Schloss Blonay, um dann im Herbst sein Theologiestudium in Zürich fortzusetzen. Im Jahr 1857, noch vor dem ersten theologischen Examen, bewarb er sich um die Leitung der Rektorschule in Horn in der Hoffnung auf eine bezahlte Stellung in seiner lippischen Heimat. Dank seiner geschickt geschriebenen Bewerbung und der Bekanntheit seiner Familie wurde er vorläufig eingestellt, musste aber das Lehrerexamen nachholen, was ihm im ersten Anlauf wegen mangelnder Kenntnisse der Mathematik zunächst nicht gelang. Er durfte die Stelle jedoch weiter behalten und es gelang ihm, die Prüfung am 28. Oktober 1857 erfolgreich abzulegen. In seine Zeit in Horn fällt auch seine Eheschließung mit der Bürgerstochter Mathilde Klemme am 5. Oktober 1860.

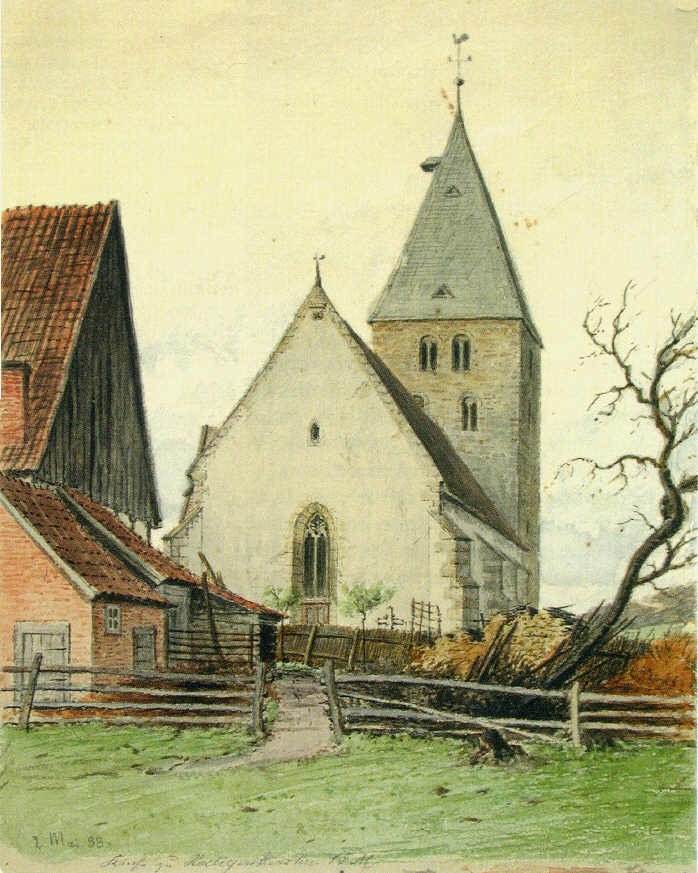
Ostansicht der Kirche in Heiligenkirchen in einer Zeichnung von 1888

Am 30. November 1859 wurde er nach dem Bestehen des ersten theologischen Examens als Kandidat für ein Predigtamt in der reformierten Landeskirche aufgenommen. Drei Jahre später, am 12. November 1862 bestand er die zweite theologische Prüfung. Zwei Jahre später wurde er als Pfarrer in Barntrup berufen und blieb dort für zwei Jahrzehnte. 1876 wurde Emil Zeiß zum Superintendenten der Klasse Brake der Lippischen Landeskirche ernannt. 1886 wurde die Pfarrstelle in Heiligenkirchen frei, bei der sich Emil Zeiß gegen vier weitere Bewerber durchsetzen konnte.
1904 erlitt er einen Schlaganfall, ein Jahr später wurde er pensioniert. Er verstarb 1910 in Schwalenberg, wo sein Sohn Alexander Zeiß von 1885 bis 1938 eine Pfarrstelle innehatte.

## Werk
Emil Zeiß fertigte überwiegend Aquarelle und Bleistiftzeichnungen an, es gibt aber auch einige Ölgemälde. Zu den thematischen Schwerpunkten gehörten insbesondere Architekturdarstellungen, Ortsansichten und Landschaften. Obwohl er gelegentlich Bilder an Freunde und Verwandte weiterschenkte, war er zu seinen Lebzeiten nicht dazu zu bewegen, an Ausstellungen teilzunehmen, obwohl es dazu Aufforderungen gab. Befreundet war er u. a. mit dem Maler Carl Gehrts (1853–1898). Bedeutend war die Zusammenarbeit mit dem Obergerichtsrat und Bibliothekar Otto Preuß, der für die fürstliche öffentliche Landesbibliothek zuständig war. Preuß veröffentlichte 1853 eine erste Liste der Geschichts- und Kunstdenkmäler im Fürstentum Lippe. Danach bemühte dieser sich, Zeichnungen für die Baudenkmäler zu sammeln und fand hier Unterstützung durch Emil Zeiß. Insbesondere in den Jahren 1863 und 1864 entstanden zahlreiche Zeichnungen für diese Sammlung. Insgesamt sind 196 Arbeiten nachweisbar, die der Lippischen Landesbibliothek gehören. Heute sind seine zahlreichen Stadt- und Dorfansichten von Lippe wichtige Quellen der Orts- und Regionalgeschichte, die die Städte und Dörfer noch vor der erst zwischen 1860 und 1880 in Lippe beginnenden Industrialisierung zeigen.

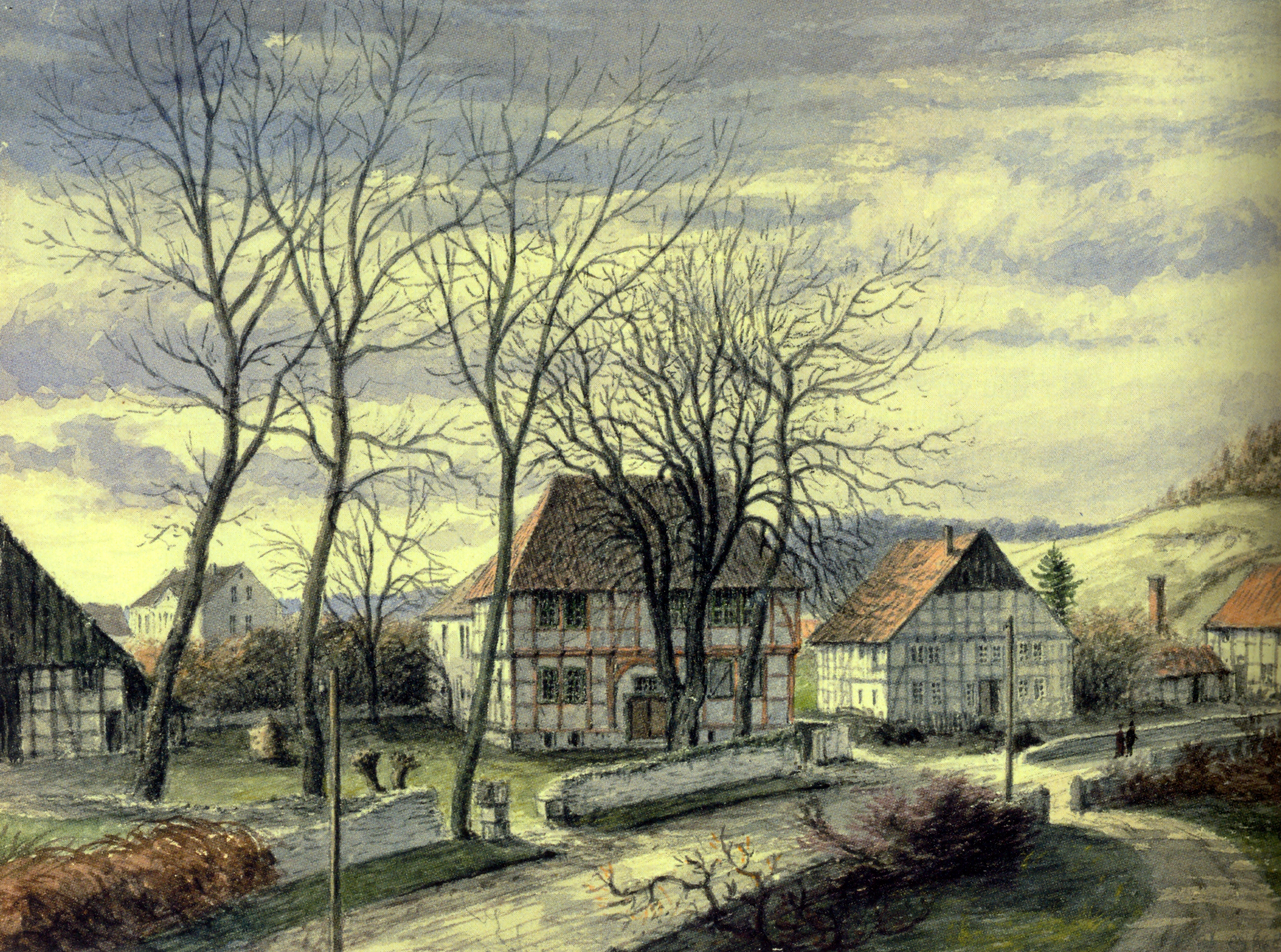
Hof Wendt in Heiligenkirchen in einem Aquarell aus dem Jahr 1888

1911, ein Jahr nach seinem Tod, erfolgte in der Lippe-Nummer der Zeitschrift Niedersachsen eine erste Veröffentlichung einer größeren Anzahl seiner Bilder. Weitere Publikationen folgten 1926 und 1938 durch den Landeskonservator Karl Vollpracht, der damit den Verlust zahlreicher noch von Zeiß dokumentierter Kirchen und Gebäude belegte. 1931 gab es eine erste Ausstellung mit Werken Zeiß' in Detmold. Nach dem Zweiten Weltkrieg erfolgten Veröffentlichungen insbesondere durch den Lippischen Heimatbund in mehreren Bildbänden in den Jahren 1958 und 1961. Im Rahmen des Projekts Westfalia Picta, das sich um eine Erfassung aller historischen Ortsansichten von Westfalen vor 1900 bemüht, wurde insbesondere der reichhaltige Nachlass aus Lippe gewürdigt, wobei die Künstler Ludwig Menke, Emil Zeiß und Carl Dewitz namentlich erwähnt werden. Vera Scheef und Heinrich Stiewe erarbeiteten ein Werkverzeichnis, das 2001 veröffentlicht wurde.